# Тень вампира (альбом)
«Тень вампира» — четырнадцатый альбом рок-группы «Пикник», записанный при участии Вадима Самойлова из группы «Агата Кристи» в 2003 году на лейбле «Гранд Рекордс» и выпущенный под вывеской «Пикник + В. Самойлов» в 2004 году.
Ранее в 2003 году Вадим Самойлов также записал кавер на песню «Я невидим» для сборника «Трибьют. Пикник», посвященный группе.

## Список композиций
Музыка и слова Эдмунда Шклярского, кроме отмеченного:
1. Не кончается пытка - 4-37
2. Сердце бьётся на три четверти (Алина Шклярская)- 4-32
3. Теперь Ты - 4-49
4. Оборотень - 3-27
5. Этот мир не ждёт гостей (Эдмунд Шклярский, Алина Шклярская) - 5-06
6. Граф «Д» - 4-44
7. Вот и тень моя… (Алина Шклярская) - 3-28
8. Упыри и вурдалаки сотоварищи его
9. Искушение
10. Две судьбы
11. Бисер у ног (Инструментал)

## Участники записи
- Эдмунд Шклярский — вокал, гитара, клавишные, аранжировки, концепция
- Вадим Самойлов — вокал, гитара, идеи, концепция
- Сергей Воронин — клавишные
- Леонид Кирнос — ударные
- Марат Корчемный — бас-гитара

приглашённые музыканты
- Илья Ивахнов (СП Бабай) — барабаны (2—5, 6, 9, 10)
- Владимир Жарко — барабаны (1)
- Ирина Сорокина — скрипка (3)
- Алексей Могилевский — саксофон (5, 6)
- Станислав Шклярский — бэк-вокал (5, 8)
- Алина Шклярская — бэк-вокал (1)
- Сведение: Юрий Данилин (Гигант Рекорд/Москва) (1), Виктор Домбровский (Art LC/Спб) (3, 6)
- Фото: Алекс Федечко-Мацкевич, Игорь Колбасов
- Рисунки: Эдмунд Шклярский, Игорь Трощенко
- Дизайн и вёрстка: Марат Корчемный
- Режиссёр видеоклипа: Виталий «Муха» Мухамедзянов
- Разработка интерактивного приложения: Марат Корчемный